# Seabird Seeker
Die Seabird SB7L-360 Seeker ist ein leichtes Beobachtungsflugzeug des australisch-jordanischen Herstellers Seabird Aviation Australia/Seabird Aviation Jordan.

## Geschichte und Konstruktion

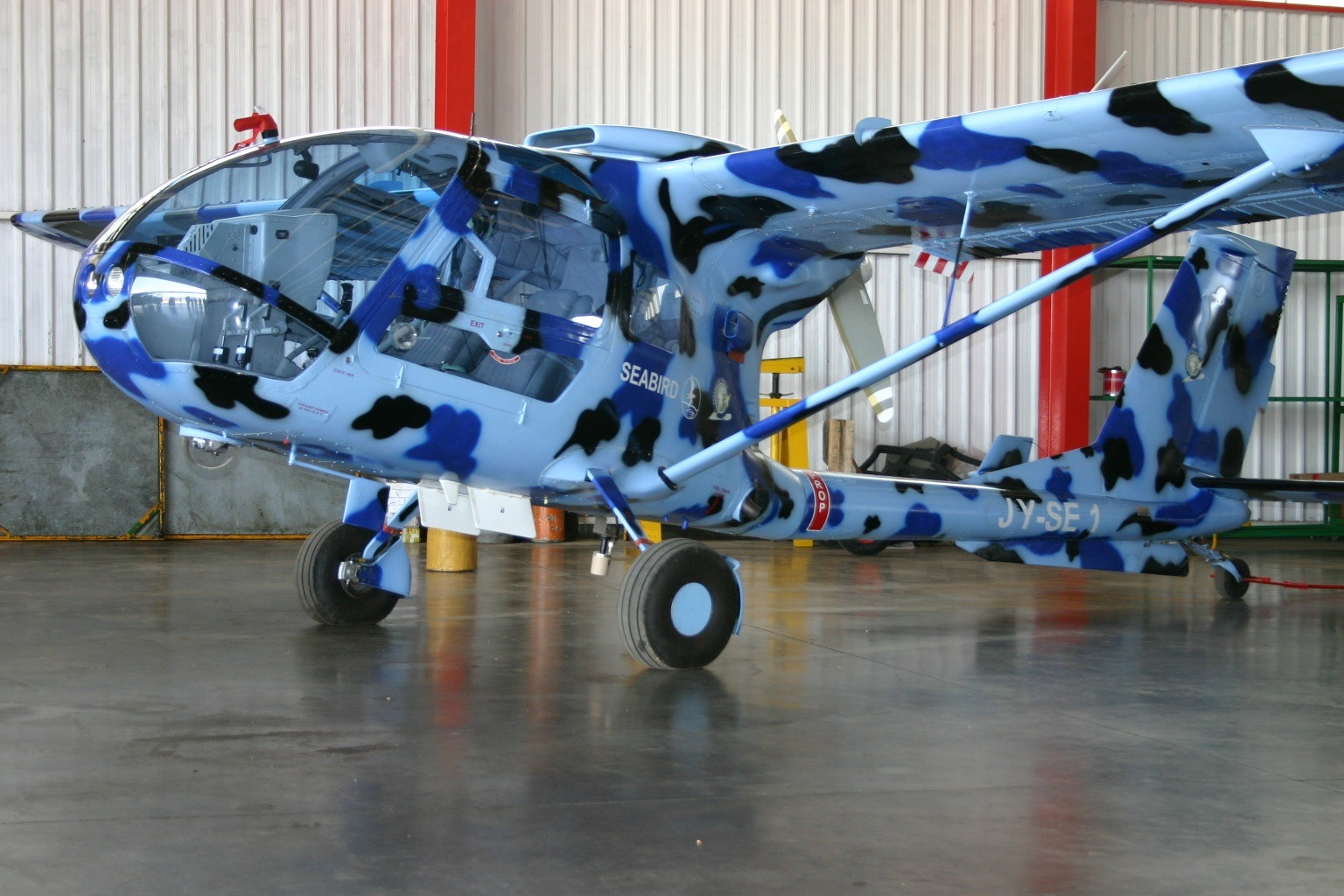
Eine jordanische Seeker

Für viele Aufgaben, für die ein Hubschrauber verwendet wird, ist dieser nicht notwendig, da senkrechtes Starten und Landen meistens nicht erforderlich sind und daher auch ein langsam fliegendes Flugzeug mit guter Sicht verwendet werden kann. Zu diesem Schluss kam Don Adams und gründete die Seabird Aviation, um ein derartiges Flugzeug zu entwickeln. Die Maschine sollte hervorragende Sicht nach vorn, unten und nach den Seiten bieten. Sie sollte sowohl zivil als auch militärisch einsetzbar und für Polizeiaufgaben wie Verkehrsüberwachung, Suche und Rettung, Luftbildaufnahmen sowie Pipeline- und Seeüberwachung geeignet sein.
Die Seeker ist ein ungewöhnliches Flugzeug, das die Panoramasicht eines Hubschraubers mit den günstigeren Unterhaltungskosten eines kolbenmotorgetriebenen Flugzeugs verbindet. Das Flugzeug ist ein abgestrebter Hochdecker. Hinter dem Cockpit befindet sich der Lycoming-O-360-Kolbenmotor, der einen Schubpropeller antreibt. Wegen des Schubpropellers ist der hintere Rumpfteil schmal ausgeführt; an seinem Ende befindet sich ein konventionelles Leitwerk. Die Maschine verfügt über ein nicht einziehbares Spornradfahrwerk, über sehr gute Langsamflugeigenschaften und kann im Patrouillenflug bis zu vier Stunden in der Luft bleiben. Die Seeker kann mit elektrooptischen- und Infrarotsensoren ausgerüstet werden. Zudem verfügt sie über zwei externe Aufhängepunkte, zum Beispiel für Zusatztanks. Der Prototyp startete am 1. Oktober 1989 (noch unter der Bezeichnung SB7L-235) zu seinem Erstflug mit einem schwächeren Motor als in der späteren – auch als Seeker 2 bezeichneten – Serienversion SB7L-360.
Seabird Aviation arbeitet derzeit an einer Variante der Seeker – der Stormer, einer um 40 bis 50 % vergrößerten, leicht gepanzerten und bewaffneten Variante. Im Gegensatz zur Seeker, bei der die Sitze nebeneinander angeordnet sind, hat die Stormer Tandemsitze. Zusätzlich soll sie über größere Tragflächen, externe Aufhängepunkte für bis zu 1000 kg Außenlasten und einen stärkeren Antrieb verfügen. Zudem ist ein vier- bis sechssitziges Reiseflugzeug auf Basis der Seeker in Planung.

## Militärische Nutzung
- Irak: 2
- Jemen: mindestens 1 MPA-Version
- Jordanien: 6
- Tansania[3]

## Technische Daten
| Kenngröße                  | Daten                             |
| -------------------------- | --------------------------------- |
| Besatzung                  | 2                                 |
| Länge                      | 7 m                               |
| Spannweite                 | 11,07 m                           |
| Höhe                       | 2,03 m                            |
| Flügelfläche               | 13,10 m²                          |
| Flügelstreckung            | 9,4                               |
| Leermasse                  | 590 kg                            |
| max. Startmasse            | 897 kg                            |
| Reisegeschwindigkeit       | 207 km/h                          |
| Höchstgeschwindigkeit      | 239 km/h                          |
| Patrouillengeschwindigkeit | 120 km/h                          |
| Dienstgipfelhöhe           | ? m                               |
| Reichweite                 | 832 km                            |
| Triebwerke                 | 1 × Lycoming O-360-B2C mit 119 kW |